# Machilly
Machilly är en kommun i departementet Haute-Savoie i regionen Auvergne-Rhône-Alpes i sydöstra Frankrike. Kommunen ligger i kantonen Annemasse-Nord som tillhör arrondissementet Saint-Julien-en-Genevois. År 2022 hade Machilly 1 139 invånare.

## Befolkningsutveckling
Antalet invånare i kommunen Machilly
| Referens: INSEE |